# Kyoto Common Lisp
Kyoto Common Lisp (KCL) — реализация языка программирования Common Lisp, для запуска на Unix-подобных операционных системах. KCL компилируется в ANSI C. Соответствует стандарту Common Lisp, описанном в первом издании (1984) книги Гая Стила Common Lisp the Language и доступна на условиях лицензионного соглашения.
KCL замечателен тем, что написан с нуля, вне комитета по стандартизации, основываясь исключительно на спецификации. Это была одна из первых реализаций Common Lisp.

## История
В конце 1982 года исследовательский институт математики (Research Institute for Mathematical Sciences) Киотского университета принял решение перейти на использование мини-компьютеров серии MV, производимых компанией Data General, взамен DECSystem 2020.
Лисп был одним из основных языков программирования использовавшихся в институте, но для мини-компьютеров серии MV не существовало его реализации. Поэтому в 1983 году в институте начали работу над реализацией Лиспа для MV-серии.
Первая версия Kyoto Common Lisp была выпущена в марте 1984 года. Реализация написана на C и Common Lisp.

## Производное ПО
- Austin Kyoto Common Lisp (AKCL) — это коллекция портов, багфиксов и улучшений производительности KCL, сделанная Вильямом Шелтером. AKCL был портирован на ряд рабочих станций Unix.
- GNU Common Lisp (GCL) основан на коде AKCL.
- Embeddable Common Lisp (ECL) основан на коде KCL.